# François Auguste Dubois
Pour les articles homonymes, voir Dubois (patronyme).
François Auguste Dubois, né le 28 mars 1814 à Arnay-le-Duc et mort le 1er décembre 1888 à Paris, est un homme politique français, député de la Côte-d'Or entre 1871 et 1888.

## Biographie
François Auguste Dubois est conseiller général du canton d'Arnay-le-Duc de 1870 à sa mort. En mai 1877, il fut l'un des signataires du manifeste des 363, en opposition au gouvernement de Broglie. Il est enterré au Cimetière des Péjoces à Dijon, ville dont il a été le maire de 1870 à 1872.
Une place de Dijon porte son nom.